# Shinsuke Suematsu
Pour les articles homonymes, voir Suematsu.
Shinsuke Suematsu (末松 信介, Suematsu Shinsuke, né le 17 décembre 1955 à Kobe) est un homme politique japonais, membre du Parti libéral démocrate (PLD).
Il est membre de la Chambre des conseillers depuis 2004 et ministre de l'Éducation, de la Culture, des Sports, des Sciences et de la Technologie de 2021 à 2022. 

## Biographie
Suematsu est diplômé en droit de l'Université Kwansei Gakuin en 1979 et a travaillé à All Nippon Airways.
Suematsu entre en politique en 1983, en se présentant avec succès aux élections pour l'Assemblée de la préfecture de Hyogo en tant que candidat du Parti libéral-démocrate (PLD). Il exerce six mandats consécutifs à l'Assemblée et y est élu vice-président en 1996. En avril 2003, il est élu pour son sixième mandat, remportant le plus grand nombre de voix dans le district de Tarumi avec 39,4 % des voix. Le 24 juin 2004, il démissionne de l'assemblée pour se présenter à l'élection de la Chambre des conseillers prévue le mois suivant.
Lors de l'élection de deux conseillers dans le district général de Hyogo, Suematsu termine deuxième derrière Shunichi Mizuoka du Parti démocrate du Japon avec 33,5 % des voix. Au cours de son premier mandat en tant que conseiller, Suematsu est nommé vice-ministre des Finances lors d'un remaniement ministériel par le Premier ministre Yasuo Fukuda. Suematsu conserve le poste lorsque Fukuda est remplacé par Tarō Asō en septembre 2008, et il demeure en fonction jusqu'à ce que le PLD perde le pouvoir aux élections générales de septembre 2009.
Au sein du parlement japonais, Suematsu a notamment promu l'accessibilité aux personnes handicapées,.
Depuis le 4 octobre 2021, il est ministre de l'Éducation, de la Culture, des Sports, des Sciences et de la Technologie dans les gouvernements Kishida I et II, avant d'être remplacé le 10 août 2022 par Keiko Nagaoka.